# Cindy Breakspeare

Cindy Breakspeare (2024)

Cynthia Jane Breakspeare, bekannt als Cindy Breakspeare (* 24. Oktober 1954 in Toronto, Ontario) ist eine jamaikanische Jazzmusikerin kanadischer Herkunft. Sie wurde 1976 zur Miss World gekürt.

## Leben
Breakspeare wurde 1954 als Tochter einer kanadischen Mutter und eines jamaikanischen Vaters geboren und zog 1958 nach Jamaika. Als Jugendliche begann sie, an Schönheitswettbewerben teilzunehmen, u. a. an Miss Jamaica Body Beautiful und Miss Universe Bikini. 1976 vertrat sie Jamaika bei der Miss-World-Wahl in London und gewann sie – als zweite Jamaikanerin.
Ihre Affäre mit der Reggaelegende Bob Marley, der über sie die Lieder Turn Your Lights Down Low und Waiting in Vain schrieb, als dieser in London im vorübergehenden Exil war, brachte den gemeinsamen Sohn Damian Marley hervor, der heute als Reggaemusiker bekannt ist. 1981 bis 1995 war sie mit dem Anwalt und Senator Tom Tavares-Finson verheiratet. Aus der Ehe gingen zwei Kinder hervor, ein Sohn und eine Tochter. Seit 1999 ist Breakspeare mit dem Gitarristen Rupert Bent II verheiratet. Sie treten zusammen als Jazzmusiker auf. Sie hat insgesamt drei Kinder und vier Enkelkinder.